# Nedra Kölsjön
Nedra Kölsjön är en sjö i Ljusdals kommun i Hälsingland och ingår i Ljusnans huvudavrinningsområde. Sjön är 6 meter djup, har en yta på 0,748 kvadratkilometer och befinner sig 472 meter över havet. Sjön avvattnas av vattendraget Voxnan.

## Delavrinningsområde
Nedra Kölsjön ingår i det delavrinningsområde (684488-143990) som SMHI kallar för Utloppet av Nedra-Kölsjön. Medelhöjden är 498 meter över havet och ytan är 4,7 kvadratkilometer. Räknas de 13 avrinningsområdena uppströms in blir den ackumulerade arean 56,53 kvadratkilometer. Voxnan som avvattnar avrinningsområdet har biflödesordning 2, vilket innebär att vattnet flödar genom totalt 2 vattendrag innan det når havet efter 228 kilometer. Avrinningsområdet består mestadels av skog (61 procent) och sankmarker (20 procent). Avrinningsområdet har 0,75 kvadratkilometer vattenytor vilket ger det en sjöprocent på 15,9 procent.